# Algar da Canada do Laranjo
O Algar da Canada do Laranjo é uma gruta portuguesa localizada na freguesia dos Altares, concelho de Angra do Heroísmo, ilha Terceira, arquipélago dos Açores.
Esta cavidade apresenta uma geomorfologia de origem vulcânica em forma de tubo de lava localizado em encosta. Apresenta um comprimento de 7 m.

## Espécies observáveis[2]
- Trechus terceiranus Coleoptera Carabidae
- Pseudosinella ashmoleorum Collembola Entomobryidae
- Pseudosinella azorica Collembola Entomobryidae